# Masayuki Matsunaga
Masayuki Matsunaga (Japón, 23 de marzo de 1970) es un gimnasta artístico japonés, subcampeón del mundo en 1995 en el concurso por equipos.

## Carrera deportiva
En los JJ. OO. de Barcelona 1992 consigue la medalla de bronce en la prueba de barras paralelas —tras el deportista del Equipo Unificado Vitaly Scherbo, el chino Li Jing, y empatado a puntos con otro chino Guo Linyao y otro gimnasta del Equipo Unificado Igor Korobchinski—, y ayuda a su país a conseguir la medalla de bronce en el concurso por equipos —Japón queda tras el Equipo Unificado (oro) y China (plata)—; sus cinco colegas en el equipo japonés eran: Yukio Iketani, Yoshiaki Hatakeda, Daisuke Nishikawa, Yutaka Aihara y Takashi Chinen.
En el Mundial de Sabae 1995 gana la plata en el concurso por equipos —Japón queda por detrás de China (oro) y delante de Rumania (bronce)—.